# Stankovany
Stankovany (hongrois : Sztankován) est un village de Slovaquie situé dans la région de Žilina.

## Histoire
La première mention écrite du village date de 1425.

## Démographie

### Évolution de la population
| Année:               | 1994. | 2004.   | 2014.   | 2024.   |
| -------------------- | ----- | ------- | ------- | ------- |
| Nombre de personnes: | 1297  | 1229    | 1196    | 1121    |
| Différence:          |       | -5,24 % | -2,68 % | -6,27 % |

| Année:               | 2023. | 2024.   |
| -------------------- | ----- | ------- |
| Nombre de personnes: | 1125  | 1121    |
| Différence:          |       | -0,35 % |